# Municipio de Meredith (Carolina del Norte)
El municipio de Meredith (en inglés: Meredith Township) es un municipio ubicado en el  condado de Wake en el estado estadounidense de Carolina del Norte. En el año 2010 tenía una población de 13.926 habitantes.

## Geografía
El municipio de Meredith se encuentra ubicado en las coordenadas 35°49′44.54″N 78°42′22.02″O / 35.8290389, -78.7061167.